# Martinus J. G. Veltman
Martinus Justinus Godefriedus Veltman (Waalwijk, 27 de junho de 1931 – Bilthoven, 4 de janeiro de 2021) foi um físico neerlandês.

## Biografia
Martinus Justinus Godefriedus Veltman nasceu em Waalwijk, Holanda, em 27 de junho de 1931. Seu pai era o diretor da escola primária local. Três dos irmãos de seu pai eram professores primários. O pai de sua mãe era empreiteiro e também dirigia um café. Ele era o quarto filho em uma família com seis filhos. Ele começou a estudar matemática e física na Universidade de Utrecht em 1948.
Quando jovem, ele teve um grande interesse por rádio-eletrônica, um hobby difícil de se trabalhar porque o exército alemão ocupante confiscou a maior parte do equipamento de rádio disponível.
Em 1955, ele se tornou assistente do Prof. Michels do laboratório Van Der Waals em Amsterdã. Michels era um físico experimental, trabalhando com física de alta pressão. Sua tarefa principal era a manutenção de uma grande coleção de biblioteca e preparações ocasionais de palestras para Michels.
Sua carreira de pesquisa avançou quando ele se mudou para Utrecht para trabalhar com Leon Van Hove em 1955. Ele recebeu seu diploma de mestrado em 1956, após o qual foi convocado para o serviço militar por dois anos, retornando em fevereiro de 1959. Van Hove então o contratou como um pesquisador doutorado, embora tivesse agora 27 anos. Ele obteve seu doutorado em física teórica em 1963 e se tornou professor na Universidade de Utrecht em 1966.
Em 1960, Van Hove tornou-se diretor da divisão de teoria do CERN em Genebra, Suíça, o laboratório europeu de alta energia. Veltman o seguiu em 1961. Enquanto isso, em 1960, ele se casou com sua esposa Anneke, que deu à luz sua filha Hélène na Holanda, antes de se mudar para Genebra para morar com Martinus. Hélène seguiu os passos do pai e, no devido tempo, concluiu sua tese de física de partículas com Mary Gaillard em Berkeley, embora agora ela trabalhe no setor financeiro em Londres. 
Em 1963/64, durante uma estada prolongada no SLAC, ele projetou o programa de computador Schoonschip para manipulação simbólica de equações matemáticas, que agora é considerado o primeiro sistema de álgebra computacional.
Veltman esteve intimamente envolvido no experimento de neutrino do CERN de 1963, analisando imagens à medida que eram geradas pelos detectores. Quando nenhum evento espetacular foi divulgado, o entusiasmo diminuiu e, depois de um tempo, Veltman e Bernardini foram os únicos a analisar as imagens. Como resultado, Veltman se tornou o porta-voz do grupo na Conferência de Brookhaven em 1963.
Em 1971, Gerardus 't Hooft, que estava concluindo seu doutorado sob a supervisão de Veltman, renormalizou a teoria de Yang-Mills. Eles mostraram que, se as simetrias da teoria de Yang-Mills fossem realizadas no modo quebrado espontaneamente, referido como o mecanismo de Higgs, então a teoria de Yang-Mills pode ser renormalizada. Renormalização da teoria de Yang-Mills é uma grande conquista da física do século XX.
Em 1980, Veltman tornou-se membro da Academia Real Holandesa de Artes e Ciências. Em 1981, Veltman deixou a Universidade de Utrecht para ir para a Universidade de Michigan-Ann Arbor, de onde se aposentou em 1996. Ele posteriormente voltou para a Holanda.
Eventualmente, ele compartilhou o Prêmio Nobel de Física em 1999 com 't Hooft, "por elucidar a estrutura quântica das interações eletrofracas na física".  Veltman e 't Hooft se juntaram às comemorações na Universidade de Utrecht quando o prêmio foi concedido.
Em 2003, Veltman publicou um livro sobre física de partículas para um público amplo, intitulado Fatos e mistérios na física de partículas elementares.
Em 4 de janeiro de 2021, Veltman morreu em sua casa em Bilthoven, Holanda.
O asteróide 9492 Veltman foi nomeado em sua homenagem.

## Publicações selecionadas
- Facts and Mysteries in Elementary Particle Physics. World Scientific 2003, ISBN 9812381481
- Diagrammatica. The path to Feynman rules, Cambridge University Press 1995
- com Gerardus t’ Hooft Diagrammar, CERN Preprint 1973, Online